# Micuhide Akeči

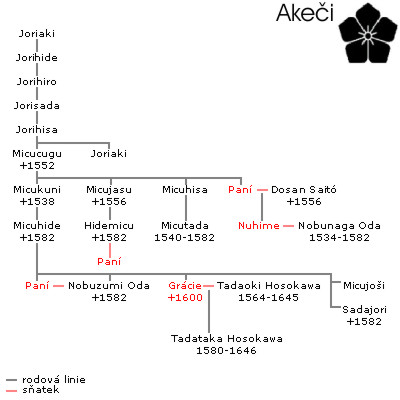
Rodokmen klanu Akeči

Micuhide Akeči (japonsky: 明智 光秀, Akeči Micuhide; 1528 – 2. července 1582) byl samurajský generál období Sengoku, vazal Nobunagy Ody a rovněž původce jeho smrti.
Nosil titul Hjúga no Kami (pán provincie Hjúga) a je také znám pod jménem Micuhide Koreta. Byl synem Micukuniho Akeči (který vlastnil hrad Akeči ve východní části provincie Mino). Micuhide nejprve sloužil klanu Saitó z provincie Mino a později s určitostí také Udžikagemu Asakurovi v provincii Ečizen. Roku 1566 byl pověřen vykonávat funkci posla pro „potulného šóguna“ Jošiakiho Ašikagu. Nakonec se stal ještě téhož roku Nobunagovým vazalem. Micuhide prokázal svoje schopnosti jako generál a v roce 1571 dostal za své zásluhy hrad Sakamoto a dva okresy v provincii Ómi o celkovém výnosu 100 000 koku. Když Nobunaga rozpoutal válku proti klanu Móri, byl pověřen vést vojenský sbor Odů, který měl pochodovat po severním pobřeží až do oblasti Čúgoku. Vtrhl do provincie Tamba, kde si podrobil klan Hatano a do provincie Tango, aby zde bojoval s klanem Iššiki.

## Osudový incident
Roku 1578 se stala nešťastná událost, která se snesla na klan Hatano z Tamby. Nedočkavý Micuhide bez porady s Nobunagou slíbil Hideharuovi Hatanovi mír, pokud se podrobí Odům. Předtím ovšem dobyl jeho hrad Jakami a vzal jako rukojmí jeho matku. Nobunaga ale Micuhideho slib porušil a roku 1579 poručil Hideharua a jeho matku popravit. Hatanové očekávali mír s velkou nadějí a obvinili Micuhideho ze zrady. Dozvěděli se o Micuhideho matce v Ómi a surovým způsobem ji zavraždili.
Dlužno dodat, že Micuhide svým přísně formálním chováním Nobunagu nudil. Nobunaga zahrnoval Micuhideho urážkami ve formě veřejných inzultací, které neunikly pozornosti západních pozorovatelů. Většinou býval nicméně Micuhide dobře odměňován jak za svůj talent na bitevním poli, tak za svou práci coby správce panství.

### Zrada a pomsta

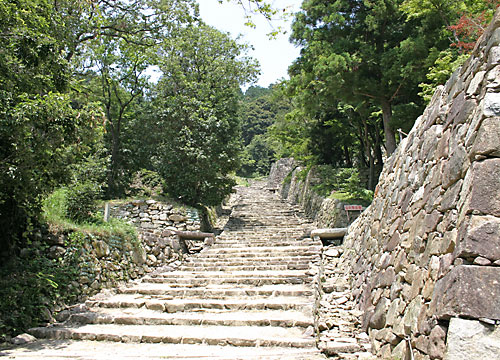
Hrad Azuči

V roce 1582 dostal Micuhide rozkaz shromáždit své jednotky a vyrazit na západní frontu, kde se Hidejoši (Tojotomi) Hašiba zapletl do bitvy s klanem Móri. Namísto toho ale Micuhide vytáhl proti Odům (Nobunagovi a jeho synu Nobutadovi), kteří se tou dobou nacházeli v klášteře Honnódži v Kjótu. Akečiho vojáci klášter obklíčili a zřejmě zapálili. Oda Nobunaga zemřel buď v průběhu bojů, nebo byl donucen spáchat rituální sebevraždu seppuku za zradu, jejímž následkem byla zavražděna Micuhideho matka. Jeho synovi Nobutadovi Odovi se podařilo uprchnout, ale byl obklíčen na hradě Nidžó a zabit. Jedna z verzí tvrdí, že se tak stalo jak kvůli Nobunagovu neustálému dobírání, tak proto, že zavinil smrt Akečiho matky. Po smrti obou Odů se Micuhide jmenoval novým šógunem, jakkoliv bylo toto jmenování pochybné. Akeči vyjevil své vnitřní pohnutky a úmysly o několik dní dříve před incidentem v Honnódži, když složil báseň pro mistry renga Džóhu a Šóšicua. Když psal verše o přání štěstí pro Hidejošiho bitvu u Takamacu, vložil do ní provokativní řádky, které mohly být interpretovány také tak, že Toki (jak si čas od času Micuhide říkal) bude vládnout Japonsku. Každopádně tak náhlá změna ochromila celou klíčovou oblast kolem hlavního města. Akeči nemeškal a vyplenil hrad Azuči (Nobunagovo sídlo na pobřeží jezera Biwa), aby odměnil své muže. Poté se pokusil o přátelská gesta směrem k zaskočenému císařskému dvoru. Micuhide počítal s podporou Fudžitaky Hosokawy, s nímž byl v rodinném vztahu díky sňatku jeho sestry s členem klanu Hosokawa. Spojenectví se neuskutečnilo a Fudžitaka moudře zpřetrhal svoje vazby. Dále Micuhide počítal s podporou Cucuie, jehož vztahy s Nobunagou rovněž nebyly na dobré úrovni. Džunkei Cucui váhal, nakonec se však přidal na stranu Hidejošiho Tojotomiho.
Od té chvíle se Akečiho situace už jen zhoršovala. Micuhide počítal s tím, že Tojotomi je plně vázán na západní frontě, kde se nacházel v patové situaci v šarvátce s Mórii, a tak by nemohl okamžitě reagovat na Nobunagovu smrt. Hidejoši se ale dozvěděl o vraždě ještě předtím, než se informace dostala k Móriům, a uzavřel s nimi mírovou dohodu. To mu umožnilo velice rychle opustit západní frontu a zaskočit Micuhideho nepřipraveného. Oba dva se setkali v bitvě u Jamazaki, a i když se Akeči Tojotomimu statečně postavil, jeho jednotky utrpěly strašlivou porážku. Sám Micuhide byl zabit, když se pokoušel dorazit do hradu Sakamoto, který vlastnil jeho bratr Hidemicu (1560–1582). Brzy nato bylo Sakamoto dobyto Hidemasou Horim (1553–1590).
I když se Akečiové stali jedněmi z nejslavnějších mužů Japonska, bylo to jen kvůli jejich zradě. Přesné důvody jejich dramatického útoku na Nobunagu Odu však nejspíše zůstanou zakryty rouškou tajemství.

## Rodina
- Svatyně Micuhide Akečiho v KjótuOtec: Micucuna Akeči
- Matka: Dcera klanu Wakasa Takeda
- Manželka: Hiroko Cumaki (妻木煕子)
- Synové:
  - Micujoši Akeči (明智光慶)
- Dcery:

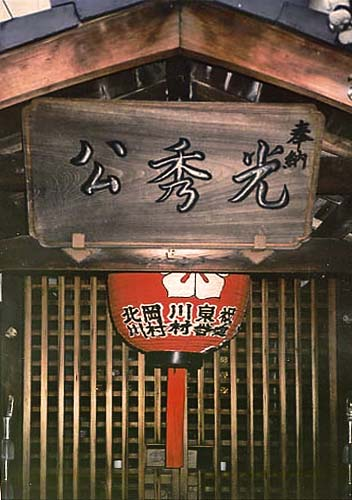
Svatyně Micuhide Akečiho v Kjótu

  - Gracia Hosokawa (明智玉子): manželka Tadaokiho Hosokawy; předek císařovny Šóken
- Příbuzní
  - Micuharu Akeči (明智光春): bratranec
  - Hidemicu Akeči (明智秀満): adoptovaný syn (a zeť); předek Rjómy Sakamota
  - Nóhime: sestřenice; dcera Dósana Saitóa; manželka Nobunagy Ody